# ARL4D
ARL4D (англ. ADP ribosylation factor like GTPase 4D) – білок, який кодується однойменним геном, розташованим у людей на короткому плечі 17-ї хромосоми. Довжина поліпептидного ланцюга білка становить 201 амінокислот, а молекулярна маса — 22 156.
| 10         |  | 20         |  | 30         |  | 40         |  | 50         |
| ---------- |  | ---------- |  | ---------- |  | ---------- |  | ---------- |
| MGNHLTEMAP |  | TASSFLPHFQ |  | ALHVVVIGLD |  | SAGKTSLLYR |  | LKFKEFVQSV |
| PTKGFNTEKI |  | RVPLGGSRGI |  | TFQVWDVGGQ |  | EKLRPLWRSY |  | TRRTDGLVFV |
| VDAAEAERLE |  | EAKVELHRIS |  | RASDNQGVPV |  | LVLANKQDQP |  | GALSAAEVEK |
| RLAVRELAAA |  | TLTHVQGCSA |  | VDGLGLQQGL |  | ERLYEMILKR |  | KKAARGGKKR |
| R          |  |            |  |            |  |            |  |            |

A: Аланін

C: Цистеїн

D: Аспарагінова кислота

E: Глутамінова кислота

F: Фенілаланін

G: Гліцин

H: Гістидин

I: Ізолейцин

K: Лізин

L: Лейцин

M: Метіонін

N: Аспарагін

P: Пролін

Q: Глутамін

R: Аргінін

S: Серин

T: Треонін

V: Валін

W: Триптофан

Білок має сайт для зв'язування з нуклеотидами, ГТФ. 
Локалізований у клітинній мембрані, цитоплазмі, ядрі, мембрані.